# Tierra Amarilla 2.ª Sección
Tierra Amarilla 2.ª Sección es una localidad del municipio de Centro ubicado en la subregión centro del estado mexicano de Tabasco.

## Geografía
La localidad de Tierra Amarilla 2.ª Sección se sitúa en las coordenadas geográficas 18°05′19″N 92°53′29″O / 18.088611, -92.891389, a una elevación de 4 metros sobre el nivel del mar.

## Demografía
Según el Conteo de Población y Vivienda 2020, efectuado por el Instituto Nacional de Estadística y Geografía, la localidad de Tierra Amarilla 2.ª Sección tiene 155 habitantes, de los cuales 78 son del sexo masculino y 77 del sexo femenino. Su tasa de fecundidad es de 2.22 hijos por mujer y tiene 44 viviendas particulares habitadas.
| Gráfica de evolución demográfica de Tierra Amarilla 2.ª Sección entre 1970 y 2020 |
|                                                                                   |
| INEGI.                                                                            |